# Mustakero (kulle, lat 67,88, long 24,30)
Mustakero är en kulle i Finland.   Den ligger i den ekonomiska regionen  Fjäll-Lappland  och landskapet Lappland, i den norra delen av landet, 900 km norr om huvudstaden Helsingfors. Toppen på Mustakero är 422 meter över havet, eller 62 meter över den omgivande terrängen. Bredden vid basen är 1,3 km.
Terrängen runt Mustakero är huvudsakligen platt, men åt nordväst är den kuperad.  Trakten runt Mustakero är nära nog obefolkad, med mindre än två invånare per kvadratkilometer.